# Maladera gibbiventris
Maladera gibbiventris är en skalbaggsart som beskrevs av Brenske 1897. Maladera gibbiventris ingår i släktet Maladera och familjen Melolonthidae. Inga underarter finns listade i Catalogue of Life.